# Nessus

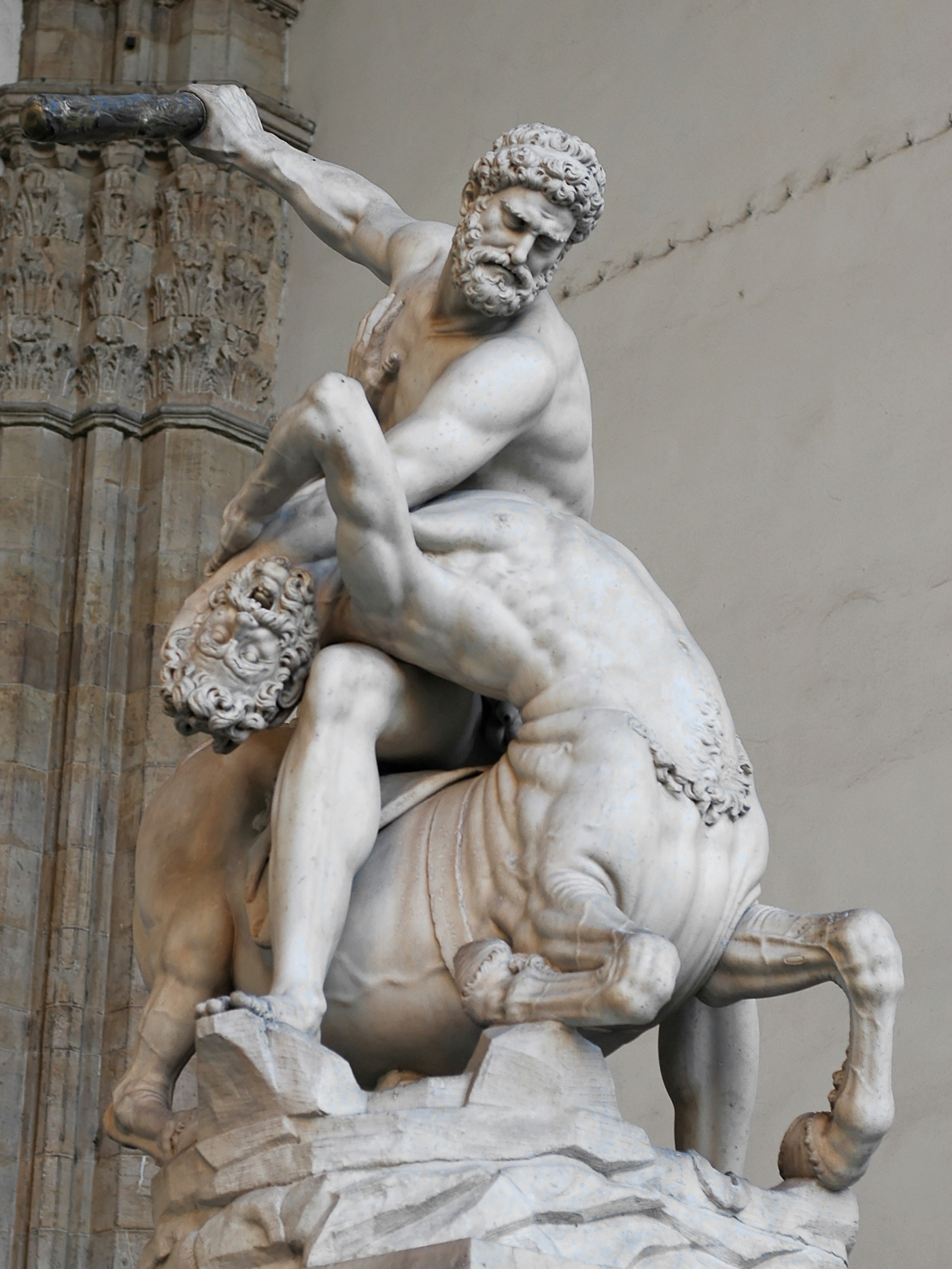
Heracles omorându-l pe Nessus
sculptură de Joseph Bologne de Saint-George - expus în „Loggia dei lanzi” din Piazza della Signoria din Florența

Nessus (în limba greacă veche: Νέσσος) a fost în mitologia greacă un centaur faimos care a fost omorât de Heracles, și al cărui sânge otrăvit, la rândul lui, l-a omorât pe Heracles. 
El era fiul lui Centauros. A participat la luptele dintre centauri și lapiți, apoi s-a stabilit în preajma râului Evinos, unde traversa de pe un mal pe celălalt trecătorii care îl plăteau.
Nessus este cunoscut pentru rolul său în povestea tunicii lui Nessus. După ce Nessus a cărat-o pe Deianira, soția lui Heracles, pentru a traversa râul Eunos, el a încercat sa fugă cu ea. Heracles a văzut asta de pe celălalt mal al râului și a tras în pieptul lui Nessus cu o săgeată otrăvită cu sângele hidrei din Lerna. Ca un ultim act de răutate, în timp ce era pe moarte, Nessus i-a spus Deianirei că sângele lui îl va face ca Heracles să fie al ei pentru totdeauna.
Deianira, cu naivitate, l-a crezut. Mai târziu, când încrederea ei a început să scadă din cauza lui Iole, ea a vărsat sângele centaurului pe o cămașă și i-a dat-o soțului ei. Heracles a plecat să adune eroii, unde pasiunea lui a devenit mult prea mare. Între timp, Deianeira printr-un accident, a vărsat o parte din sângele centaurului pe jos, și spre uimirea ei, sângele a început să se evapore odată cu lumina soarelui care răsărea.
Ea și-a dat seama imediat că era otravă, și a trimis mesagerii săi să-l avertizeze pe Heracles dar era prea târziu. Heracles a suferit o moarte lentă și dureroasă în timp ce otrava i-a ars pielea fie prin flăcări sau prin căldură emanată de otravă. El a avut o moarte nobilă pe un rug din ramuri de stejar, și a fost luat pe Muntele Olimp de Zeus unde a fost primit printre zei pentru faptele sale eroice. 
O temă similară apare în anumite versiuni ale poveștii despre Medeea.